# 孙文杰
孙文杰（1946年—），汉族，中华人民共和国政治人物、第十一届全国政协委员。
加入中国共产党，担任中国建筑工程总公司原总经理、党组副书记。2008年，当选第十一届全国政协委员，代表经济界，分入第三十七组。并担任人口资源环境委员会专委。